# Görögország az 1988. évi nyári olimpiai játékokon
Görögország a dél-koreai Szöulban megrendezett 1988. évi nyári olimpiai játékok egyik részt vevő nemzete volt. Az országot az olimpián 12 sportágban 56 sportoló képviselte, akik összesen 1 érmet szereztek.

## Érmesek
| Érem  | Versenyző            | Sportág  | Versenyszám        |
| ----- | -------------------- | -------- | ------------------ |
| Bronz | Harálambosz Holídisz | Birkózás | Kötöttfogás, 57 kg |

## Atlétika
Női
| Versenyző                                                                     | Versenyszám     | Előfutam | Előfutam | Előfutam | Negyeddöntő | Negyeddöntő | Negyeddöntő | Elődöntő | Elődöntő | Elődöntő | Döntő   | Döntő    |
| Versenyző                                                                     | Versenyszám     | Idő      | Hely.    | Össz.    | Idő         | Hely.       | Össz.       | Idő      | Hely.    | Össz.    | Idő     | Helyezés |
| ----------------------------------------------------------------------------- | --------------- | -------- | -------- | -------- | ----------- | ----------- | ----------- | -------- | -------- | -------- | ------- | -------- |
| Paraszkeví Patulídu                                                           | 100 m           | 11,85    | 5.       | 41.*     | kiesett     | kiesett     | kiesett     | kiesett  | kiesett  | kiesett  | kiesett | kiesett  |
| Marína Szkordí                                                                | 200 m           | 24,06    | 5.       | 36.      | kiesett     | kiesett     | kiesett     | kiesett  | kiesett  | kiesett  | kiesett | kiesett  |
| María Cóni Paraszkeví Patulídu Ekateríni Kófa Marína Szkordí Jeorjía Zuganéli | 4 × 100 m váltó | 45,44    | 6.       | 15.      |             |             |             | 45,74    | 8.       | 15.      | kiesett | kiesett  |

| Versenyző  | Versenyszám   | Selejtező | Selejtező | Döntő    | Döntő    |
| Versenyző  | Versenyszám   | Eredmény  | Helyezés  | Eredmény | Helyezés |
| ---------- | ------------- | --------- | --------- | -------- | -------- |
| Ána Verúli | Gerelyhajítás | 58,52 m   | 19.       | kiesett  | kiesett  |

* - egy másik versenyzővel azonos eredményt ért el

## Birkózás
Kötöttfogású
| Versenyző               | Versenyszám | Vigaszágas kiesés | Vigaszágas kiesés | Helyosztók                        | Helyosztók        | Bronz- mérkőzés                              | Döntő             | Helyezés    |
| Versenyző               | Versenyszám | Vigaszágas kiesés | Vigaszágas kiesés | 7. helyért                        | 5. helyért        | Bronz- mérkőzés                              | Döntő             | Helyezés    |
| Versenyző               | Versenyszám | Ellenfél Eredmény | Hely.             | Ellenfél Eredmény                 | Ellenfél Eredmény | Ellenfél Eredmény                            | Ellenfél Eredmény | Helyezés    |
| ----------------------- | ----------- | --- | ----------------- | --------------------------------- | ----------------- | -------------------------------------------- | ----------------- | ----------- |
| Harálambosz Holídisz    | 57 kg       | A csoport · Alekszandr Sesztakov (URS) · passzivitás · Benni Ljungbeck (SWE) · passzivitás · Ho Bjongho (Heo Byeong-Ho) (KOR) · 7–4 · Anthony Amado (USA) · kétvállas · az 5. fordulóban erőnyerő · Sztojan Balov (BUL) · 0–8 | 2.                |                                   |                   | Jang Csang-ling (Yang Changling) (CHN) · 6–1 |                   |             |
| Arisztídisz Grigorákisz | 68 kg       | B csoport · Muneir Al-Masri (JOR) · 15–0 · Lars Lagerborg (SWE) · passzivitás · Sümer Koçak (TUR) · passzivitás | 10.               | kiesett                           | kiesett           | kiesett                                      | kiesett           | helyezetlen |
| Jeórjiosz Pikilídisz    | 90 kg       | A csoport · Samba Adama (MTN) · kétvállas · Christer Gulldén (SWE) · 1–5 · Jean-François Court (FRA) · passzivitás · Kamal Ibrahim (EGY) · 9–0 · Atanasz Komsev (BUL) · 3–6                                                   | 4.                | Olaf Koschnitzke (GER) · kizárták |                   |                                              |                   | 8.          |

Szabadfogású
| Versenyző                | Versenyszám | Vigaszágas kiesés | Vigaszágas kiesés | Helyosztók                   | Helyosztók        | Bronz- mérkőzés   | Döntő             | Helyezés    |
| Versenyző                | Versenyszám | Vigaszágas kiesés | Vigaszágas kiesés | 7. helyért                   | 5. helyért        | Bronz- mérkőzés   | Döntő             | Helyezés    |
| Versenyző                | Versenyszám | Ellenfél Eredmény | Hely.             | Ellenfél Eredmény            | Ellenfél Eredmény | Ellenfél Eredmény | Ellenfél Eredmény | Helyezés    |
| ------------------------ | ----------- | --- | ----------------- | ---------------------------- | ----------------- | ----------------- | ----------------- | ----------- |
| Jeórjiosz Athanasziádisz | 68 kg       | A csoport · Hao Hua-sze-ha-la-tu (Ho Bisgaltu) (CHN) · 15–0 · Kiptoo Salbei (KEN) · kétvállas · Angel Jaszenov (BUL) · 2–3 · Akaisi Kószei (JPN) · 4–5             | 7.                | kiesett                      | kiesett           | kiesett           | kiesett           | helyezetlen |
| Iraklísz Deszkulídisz    | 90 kg       | A csoport · Samba Adama (MTN) · kétvállas · Mehmet Türkkaya (TUR) · kétvállas · Mohammad Taj (AFG) · kétvállas · a 4. fordulóban erőnyerő · Tóth Gábor (HUN) · 0–4 | 4.                | Zevegiin Düvchin (MGL) · 4–2 |                   |                   |                   | 7.          |

## Evezés
Férfi
| Versenyző                                                                      | Versenyszám              | Előfutam | Előfutam | Vigaszág | Vigaszág | Elődöntő | Elődöntő | Döntő   | Döntő   | Döntő   | Helyezés    |
| Versenyző                                                                      | Versenyszám              | Idő      | Hely.    | Idő      | Hely.    | Idő      | Hely.    | Típus   | Idő     | Hely.   | Helyezés    |
| ------------------------------------------------------------------------------ | ------------------------ | -------- | -------- | -------- | -------- | -------- | -------- | ------- | ------- | ------- | ----------- |
| Konsztandínosz Díciosz Pandelísz Papatérposz                                   | Kétpárevezős             | 6:35,72  | 5.       | 6:59,46  | 4.       |          |          | kiesett | kiesett | kiesett | helyezetlen |
| Hrísztosz Hrisztománosz Jeórjiosz Fótu Szpirídon Gátosz Vaszíliosz Likomítrosz | Kormányos nélküli négyes | 6:39,28  | 5.       | 6:17,49  | 3.       | 6:37,24  | 6.       | B       | 6:18,25 | 6.      | 12.         |

Női
| Versenyző      | Versenyszám  | Előfutam | Előfutam | Vigaszág | Vigaszág | Elődöntő | Elődöntő | Döntő | Döntő   | Döntő | Helyezés |
| Versenyző      | Versenyszám  | Idő      | Hely.    | Idő      | Hely.    | Idő      | Hely.    | Típus | Idő     | Hely. | Helyezés |
| -------------- | ------------ | -------- | -------- | -------- | -------- | -------- | -------- | ----- | ------- | ----- | -------- |
| Andonía Zváier | Egypárevezős | 8:12,13  | 3.       | erőnyerő | erőnyerő | 7:49,15  | 5.       | B     | 7:57,73 | 1.    | 7.       |

## Ökölvívás
| Versenyző           | Versenyszám | Selejtező         | 32-es főtábla           | Nyolcaddöntő      | Negyeddöntő       | Elődöntő          | Döntő             | Helyezés |
| Versenyző           | Versenyszám | Ellenfél Eredmény | Ellenfél Eredmény       | Ellenfél Eredmény | Ellenfél Eredmény | Ellenfél Eredmény | Ellenfél Eredmény | Helyezés |
| ------------------- | ----------- | ----------------- | ----------------------- | ----------------- | ----------------- | ----------------- | ----------------- | -------- |
| Jeórjiosz Joanídisz | Középsúly   | erőnyerő          | Paul Kamela (CMR) · 2:3 | kiesett           | kiesett           | kiesett           | kiesett           | 17.      |

## Sportlövészet
Férfi
| Versenyző                | Versenyszám    | Selejtező | Selejtező | Döntő   | Döntő    |
| Versenyző                | Versenyszám    | Pont      | Helyezés  | Pont    | Helyezés |
| ------------------------ | -------------- | --------- | --------- | ------- | -------- |
| Konsztandínosz Panajéasz | Légpisztoly    | 569       | 34.       | kiesett | kiesett  |
| Konsztandínosz Panajéasz | Szabadpisztoly | 545       | 36.       | kiesett | kiesett  |

Női
| Versenyző      | Versenyszám   | Selejtező | Selejtező | Döntő   | Döntő    |
| Versenyző      | Versenyszám   | Pont      | Helyezés  | Pont    | Helyezés |
| -------------- | ------------- | --------- | --------- | ------- | -------- |
| Agathí Kaszúmi | Légpisztoly   | 375       | 22.       | kiesett | kiesett  |
| Agathí Kaszúmi | Sportpisztoly | 571       | 31.       | kiesett | kiesett  |

## Súlyemelés
| Versenyző                  | Versenyszám | Szakítás | Szakítás | Lökés                    | Lökés                    | Összesen | Helyezés |
| Versenyző                  | Versenyszám | Eredmény | Helyezés | Eredmény                 | Helyezés                 | Összesen | Helyezés |
| -------------------------- | ----------- | -------- | -------- | ------------------------ | ------------------------ | -------- | -------- |
| Joánisz Szidiropúlosz      | 60 kg       | 120,0    | 7.       | 145,0                    | 7.                       | 265,0    | 6.       |
| Hrísztosz Konsztandinídisz | 67,5 kg     | 137,5    | 6.       | 162,5                    | 9.                       | 300,0    | 8.       |
| Harálambosz Szfakianákisz  | 82,5 kg     | 145,0    | 10.      | érvényes kísérlet nélkül | érvényes kísérlet nélkül | kiesett  | kiesett  |
| Pávlosz Szalcídisz         | +110 kg     | 160,0    | 9.       | 207,5                    | 7.                       | 367,5    | 8.       |

## Tenisz
Férfi
| Versenyző                                     | Versenyszám | 64-es főtábla                                             | 32-es főtábla                                                           | Nyolcaddöntő      | Negyeddöntő       | Elődöntő          | Döntő             | Helyezés |
| Versenyző                                     | Versenyszám | Ellenfél Eredmény                                         | Ellenfél Eredmény                                                       | Ellenfél Eredmény | Ellenfél Eredmény | Ellenfél Eredmény | Ellenfél Eredmény | Helyezés |
| --------------------------------------------- | ----------- | --------------------------------------------------------- | ----------------------------------------------------------------------- | ----------------- | ----------------- | ----------------- | ----------------- | -------- |
| Jeórjiosz Kalovelónisz                        | Egyes       | Kim Bongszu (Kim Bong-Su) (KOR) · 5–7, 6–3, 2–6, 7–6, 3–6 | kiesett                                                                 | kiesett           | kiesett           | kiesett           | kiesett           | 33.      |
| Jeórjiosz Kalovelónisz Anasztásziosz Bavélasz | Páros       |                                                           | Ausztrália (AUS) · Darren Cahill · John Fitzgerald · 2–6, 6–4, 1–6, 1–6 | kiesett           | kiesett           | kiesett           | kiesett           | 17.      |

Női
| Versenyző       | Versenyszám | 64-es főtábla                 | 32-es főtábla     | Nyolcaddöntő      | Negyeddöntő       | Elődöntő          | Döntő             | Helyezés |
| Versenyző       | Versenyszám | Ellenfél Eredmény             | Ellenfél Eredmény | Ellenfél Eredmény | Ellenfél Eredmény | Ellenfél Eredmény | Ellenfél Eredmény | Helyezés |
| --------------- | ----------- | ----------------------------- | ----------------- | ----------------- | ----------------- | ----------------- | ----------------- | -------- |
| Ólga Carmbópulu | Egyes       | Mercedes Paz (ARG) · 6–7, 3–6 | kiesett           | kiesett           | kiesett           | kiesett           | kiesett           | 33.      |

## Torna
Női
| Versenyző         | Versenyszám      | Selejtező | Selejtező | Döntő    | Döntő    |
| Versenyző         | Versenyszám      | Pontszám  | Helyezés  | Pontszám | Helyezés |
| ----------------- | ---------------- | --------- | --------- | -------- | -------- |
| Fotiní Varvariótu | Talaj            | 18,875    | 70.       | kiesett  | kiesett  |
| Fotiní Varvariótu | Ugrás            | 18,950    | 68.       | kiesett  | kiesett  |
| Fotiní Varvariótu | Felemás korlát   | 19,175    | 55.       | kiesett  | kiesett  |
| Fotiní Varvariótu | Gerenda          | 18,700    | 73.       | kiesett  | kiesett  |
| Fotiní Varvariótu | Egyéni összetett | 75,700    | 69.       | kiesett  | kiesett  |

### Ritmikus gimnasztika
| Versenyző       | Versenyszám | Selejtező | Selejtező | Döntő   | Döntő    |
| Versenyző       | Versenyszám | Pont      | Hely.     | Pont    | Helyezés |
| --------------- | ----------- | --------- | --------- | ------- | -------- |
| María Alevízu   | Egyéni      | 38,20     | 21.       | kiesett | kiesett  |
| Panajóta Cicelá | Egyéni      | 36,50     | 35.       | kiesett | kiesett  |

## Úszás
Férfi
| Versenyző                                                                           | Versenyszám            | Előfutam | Előfutam | Előfutam | Döntő   | Döntő   | Döntő   | Helyezés |
| Versenyző                                                                           | Versenyszám            | Idő      | Hely.    | Össz.    | Típus   | Idő     | Hely.   | Helyezés |
| ----------------------------------------------------------------------------------- | ---------------------- | -------- | -------- | -------- | ------- | ------- | ------- | -------- |
| Ilíasz Málamasz                                                                     | 100 m hát              | 59,24    | 6.       | 34.      | kiesett | kiesett | kiesett | kiesett  |
| Harálambosz Papanikoláu                                                             | 200 m hát              | kizárták | kizárták | kizárták | kiesett | kiesett | kiesett | kiesett  |
| Harálambosz Papanikoláu                                                             | 200 m vegyes           | 2:05,53  | 5.       | 14.      | B       | 2:06,61 | 6.      | 14.      |
| Harálambosz Papanikoláu                                                             | 400 m vegyes           | 4:26,72  | 7.       | 15.      | B       | 4:27,95 | 8.      | 16.      |
| Nikólaosz Fokianósz                                                                 | 100 m mell             | 1:06,30  | 8.       | 47.      | kiesett | kiesett | kiesett | kiesett  |
| Nikólaosz Fokianósz                                                                 | 200 m mell             | 2:28,91  | 6.       | 45.      | kiesett | kiesett | kiesett | kiesett  |
| Theódorosz Griniazákisz                                                             | 100 m pillangó         | 57,56    | 3.       | 36.      | kiesett | kiesett | kiesett | kiesett  |
| Ilíasz Málamasz Nikólaosz Fokianósz Theódorosz Griniazákisz Harálambosz Papanikoláu | 4 × 100 m vegyes váltó | 4:07,71  | 7.       | 23.      | kiesett | kiesett | kiesett | kiesett  |

## Vitorlázás
Férfi
| Versenyző                 | Versenyszám | Futam | Futam | Futam   | Futam | Futam   | Futam | Futam | Pontszám | Helyezés |
| Versenyző                 | Versenyszám | 1     | 2     | 3       | 4     | 5       | 6     | 7     | Pontszám | Helyezés |
| ------------------------- | ----------- | ----- | ----- | ------- | ----- | ------- | ----- | ----- | -------- | -------- |
| Sztéliosz Jeorguszópulosz | Divízió II  | 25,0  | 33,0  | (52,0*) | 33,0  | 52,0*   | 52,0* | 52,0* | 247,0    | 36.      |
| Armanto Ortolano          | Finn dingi  | 17,0  | 21,0  | 23,0    | 21,0  | (40,0*) | 21,0  | 16,0  | 119,0    | 14.      |

* - nem ért célba
Nyílt
| Versenyző                                                                            | Versenyszám | Futam | Futam  | Futam | Futam  | Futam  | Futam | Futam  | Pontszám | Helyezés |
| Versenyző                                                                            | Versenyszám | 1     | 2      | 3     | 4      | 5      | 6     | 7      | Pontszám | Helyezés |
| ------------------------------------------------------------------------------------ | ----------- | ----- | ------ | ----- | ------ | ------ | ----- | ------ | -------- | -------- |
| Ilíasz Hadzipavlísz Konsztandínosz Mánthosz                                          | Csillaghajó | 13,0  | 15,0   | 5,7   | (28,0) | 23,0   | 10,0  | 20,0   | 86,7     | 12.      |
| Anasztásziosz Bundúrisz Dimítriosz Delijánisz Jeórjiosz Prékasz Andóniosz Bundúrisz* | Soling      | 20,0  | (27,0) | 15,0  | 24,0   | (27,0) | 20,0  | (27,0) | 133,0    | 18.      |

* – Az első három futamban Jeórjiosz Prékasz helyett Andóniosz Bundúrisz ült a hajóban.

## Vízilabda
| Argentin férfi vízilabdacsapat-játékoskeret | Argentin férfi vízilabdacsapat-játékoskeret                                                                                                   |
| --- | --- |
| - Nikólaosz Hrisztoforídisz - Fíliposz Kaiáfasz - Epaminóndasz Szamardzídisz - Anasztásziosz Cíkarisz - Kiriákosz Janópulosz - Arisztídisz Kefalojánisz - Nikólaosz Venetópulosz | - Dimítriosz Szeletópulosz - Andóniosz Arónisz - Evángelosz Páterosz - Jeórjiosz Mavrotász - Vangélisz Pátrasz - Anasztásziosz Papanasztaszíu |

### Eredmények
Csoportkör
B csoport
| Csapat                 | M | Gy | D | V | G+ | G– | Gk  | P |
| ---------------------- | - | -- | - | - | -- | -- | --- | - |
| Egyesült Államok (USA) | 5 | 4  | 0 | 1 | 56 | 40 | +16 | 8 |
| Jugoszlávia (YUG)      | 5 | 4  | 0 | 1 | 60 | 38 | +22 | 8 |
| Spanyolország (ESP)    | 5 | 3  | 1 | 1 | 48 | 38 | +10 | 7 |
| Magyarország (HUN)     | 5 | 2  | 1 | 2 | 50 | 43 | +7  | 5 |
| Görögország (GRE)      | 5 | 1  | 0 | 4 | 45 | 66 | –21 | 2 |
| Kína (CHN)             | 5 | 0  | 0 | 5 | 34 | 68 | –34 | 0 |

| 1988. szeptember 21. 09:00 | Magyarország (HUN)   | 12–10 | Görögország (GRE) |  |
| 1988. szeptember 21. 09:00 | (5–1, 2–3, 3–2, 2–4) |       |                   |  |
| 1988. szeptember 21. 09:00 |                      |       |                   |  |

| 1988. szeptember 22. 09:00 | Görögország (GRE)    | 10–7 | Kína (CHN) |  |
| 1988. szeptember 22. 09:00 | (3–1, 1–2, 4–3, 2–1) |      |            |  |
| 1988. szeptember 22. 09:00 |                      |      |            |  |

| 1988. szeptember 23. 10:15 | Görögország (GRE)    | 7–17 | Jugoszlávia (YUG) |  |
| 1988. szeptember 23. 10:15 | (1–6, 0–3, 3–5, 3–3) |      |                   |  |
| 1988. szeptember 23. 10:15 |                      |      |                   |  |

| 1988. szeptember 26. 14:00 | Egyesült Államok (USA) | 18–9 | Görögország (GRE) |  |
| 1988. szeptember 26. 14:00 | (5–3, 5–1, 4–4, 4–1)   |      |                   |  |
| 1988. szeptember 26. 14:00 |                        |      |                   |  |

| 1988. szeptember 27. 14:00 | Görögország (GRE)    | 9–12 | Spanyolország (ESP) |  |
| 1988. szeptember 27. 14:00 | (1–3, 3–3, 4–2, 1–4) |      |                     |  |
| 1988. szeptember 27. 14:00 |                      |      |                     |  |

A 9–12. helyért
| Csapat              | M | Gy | D | V | G+ | G– | Gk  | P |
| ------------------- | - | -- | - | - | -- | -- | --- | - |
| Görögország (GRE)   | 3 | 3  | 0 | 0 | 37 | 21 | +16 | 6 |
| Franciaország (FRA) | 3 | 2  | 0 | 1 | 34 | 19 | +15 | 4 |
| Kína (CHN)          | 3 | 1  | 0 | 2 | 25 | 28 | –3  | 2 |
| Dél-Korea (KOR)     | 3 | 0  | 0 | 3 | 19 | 47 | –28 | 0 |

| 1988. szeptember 30. 09:00 | Franciaország (FRA)  | 11–4 | Kína (CHN) |  |
| 1988. szeptember 30. 09:00 | (4–0, 3–2, 1–2, 3–0) |      |            |  |
| 1988. szeptember 30. 09:00 |                      |      |            |  |

| 1988. szeptember 30. 10:15 | Dél-Korea (KOR)      | 7–17 | Görögország (GRE) |  |
| 1988. szeptember 30. 10:15 | (1–5, 1–3, 2–5, 3–4) |      |                   |  |
| 1988. szeptember 30. 10:15 |                      |      |                   |  |

| 1988. október 1. 09:00 | Dél-Korea (KOR)      | 7–14 | Kína (CHN) |  |
| 1988. október 1. 09:00 | (2–2, 2–4, 1–2, 2–6) |      |            |  |
| 1988. október 1. 09:00 |                      |      |            |  |

| 1988. október 1. 10:15 | Franciaország (FRA)  | 7–10 | Görögország (GRE) |  |
| 1988. október 1. 10:15 | (3–4, 2–4, 0–1, 2–1) |      |                   |  |
| 1988. október 1. 10:15 |                      |      |                   |  |

| Csapat          | Helyezés |
| --------------- | -------- |
| Argentína (ARG) | 9.       |